# Gabriele Castagnola
Gabriele Castagnola (Genova, 14 novembre 1828 – Firenze, 31 agosto 1883) è stato un pittore italiano esponente della scuola grigia, attivo principalmente a Firenze.

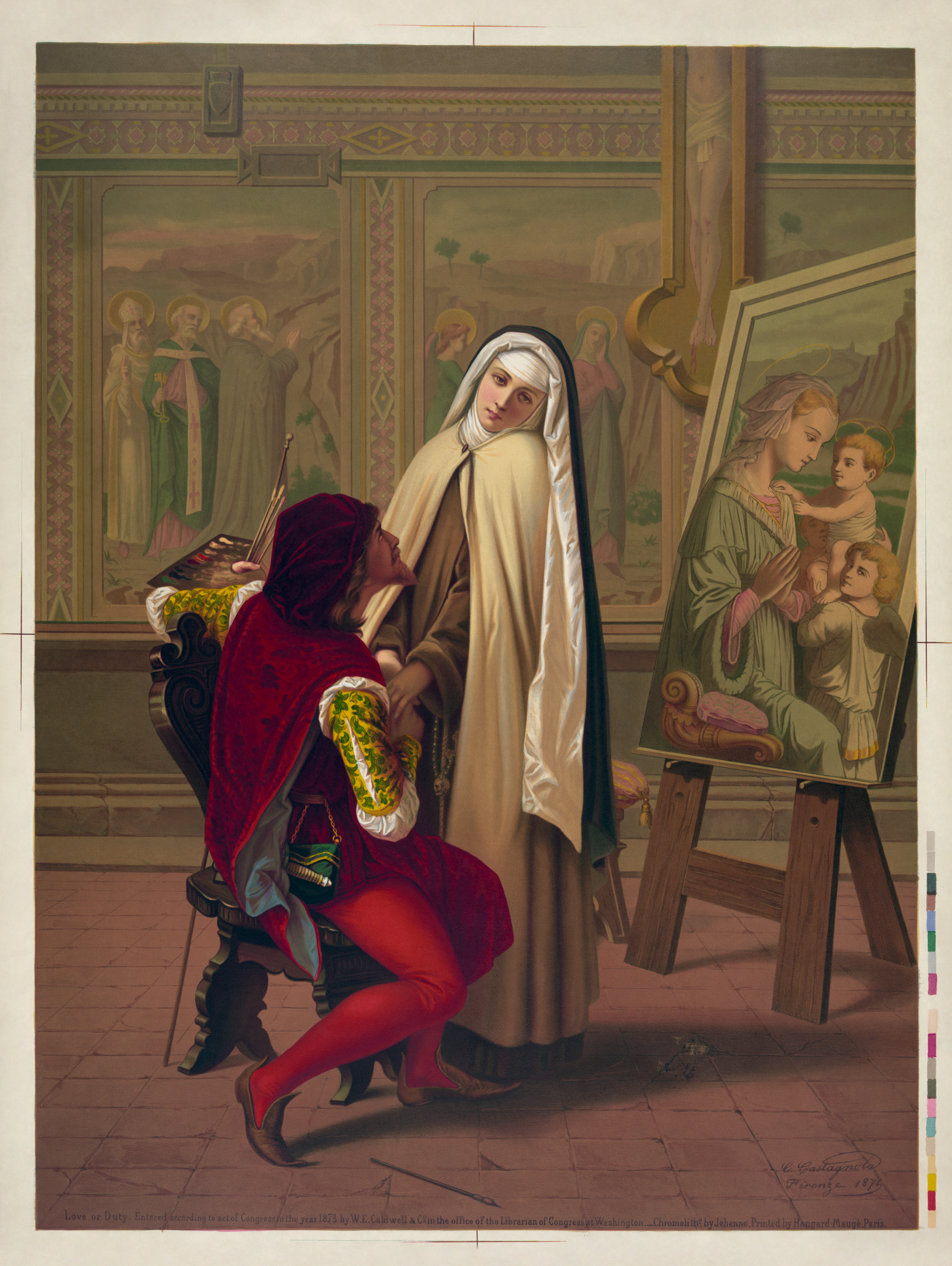
Amore o dovere di Gabriele Castagnola, 1873

Lavorò in pittura a olio e cromolitografia in stile accademico. Questo stile di pittura e scultura deriva dalle Accademie dove la maggior parte degli artisti ha ricevuto la propria formazione formale, ed è caratterizzato dalla sua alta finitura, dall'uso di soggetti mitologici o storici e dal tono moralistico. I dipinti di Castagnola sono spesso un po' sentimentali e spesso si concentrano su temi di amore e romanticismo. Il romanticismo del pittore del primo Rinascimento Filippo Lippi con la giovane novizia Lucrezia Buti è un tema ricorrente nei suoi pezzi, come lo sono le suore in genere.

## Biografia
Studiò all'Accademia ligustica di belle arti di Genova dal 1840 al 1847, poi dal 1849 al 1852 lavorò come illustratore di riviste.
Per i successivi cinque anni, si dedicò principalmente alla creazione di stampe litografiche. Nel 1858 iniziò a concentrarsi su dipinti con temi storici e letterari. Ciò lo tenne impegnato per un decennio e fu il suo periodo di maggior successo. Molte di queste opere raffiguravano scene del Risorgimento in corso. Durante questo periodo continuò i suoi studi. Nel 1860 andò a Napoli per frequentare la scuola privata gestita da Domenico Morelli.
Nel 1865 si stabilì definitivamente a Firenze. Nello stesso anno fu nominato "Accademico di merito" presso la sua alma mater a Genova. Due anni dopo il suo dipinto raffigurante l'assassinio di Alessandro de' Medici fu esposto all'Esposizione universale di Parigi, nel padiglione italiano. Questa esperienza lo avrebbe spinto a unirsi ad altri pittori in una protesta contro il comitato di selezione delle opere da inviare all'Esposizione.
Frequentava il Caffè Michelangiolo, luogo di ritrovo di scrittori e artisti della città, ed era stretto collaboratore del pittore di affreschi Nicolò Barabino, anch'egli genovese.
Negli ultimi anni dipinse meno scene storiche, preferendo concentrarsi su scene di genere. Molte di queste riguardavano amore e romanticismo. Amava anche ritrarre suore.

## Opere principali
- Filippo Lippi e Lucrezia Buti (1863)
- Scena Romantica (1864)
- Ciociara, Jeune Fille au Balcon (1865)
- Fausto e Margherita (1870)
- Lippi dichiarando il suo amore alla monaca/Lippi con la monaca (1870)
- Filippino Lippi e la sua amante (1871)
- Amore o dovere (1871)
- Una monaca che osserva due farfalle (1872)
- Leggere insieme (1872)
- Rosen (1873)
- Scena Galante, Coppia Romantique Assis Sur un Banc (1873)
- L'Abbraccio di Fra Filippo Lippi e Lucrezia Buti (1874)
- L'Incontro (1875)
- Nun Admiring Lovebirds (1875)
- La Monaca e il Pittore, Amor Cortese (1876)
- Il gesto gentile (1876)
- La seduzione (1877)